# Börker Trio
Het Börker Trio was een zingend trio in de jaren 70 dat zong in het Drents. Hun grootste succes was De Pieteröliekar. 
Het Börker Trio werd eind jaren 60 opgericht door Marten Löhr, Herman Jager en Bertus Wassen. In 1976 nam Aaltje Jager de plaats in van Bertus Wassen. In 1979 werd de single De Pieteröliekar een succes. In de Nationale Hitparade stond het 12 weken genoteerd met als hoogste notering nummer 7. Het trio trad op bij Op volle toeren en André van Duin. Later had het trio enig succes met In 't plat klinkt 't beter. In 1980 ging de band uit elkaar. Op 9 juli 2019 overleed Löhr op 79-jarige leeftijd.